# トマス・レイク・ハリス
トマス・レイク・ハリス （Thomas Lake Harris、1823年5月15日 - 1906年3月23日）はアメリカ合衆国の神秘主義者、詩人、宗教家。性愛哲学の布教者でもある。信者とコロニー生活を送り、幕末には薩摩藩からの留学生らも参加した。

## 経歴

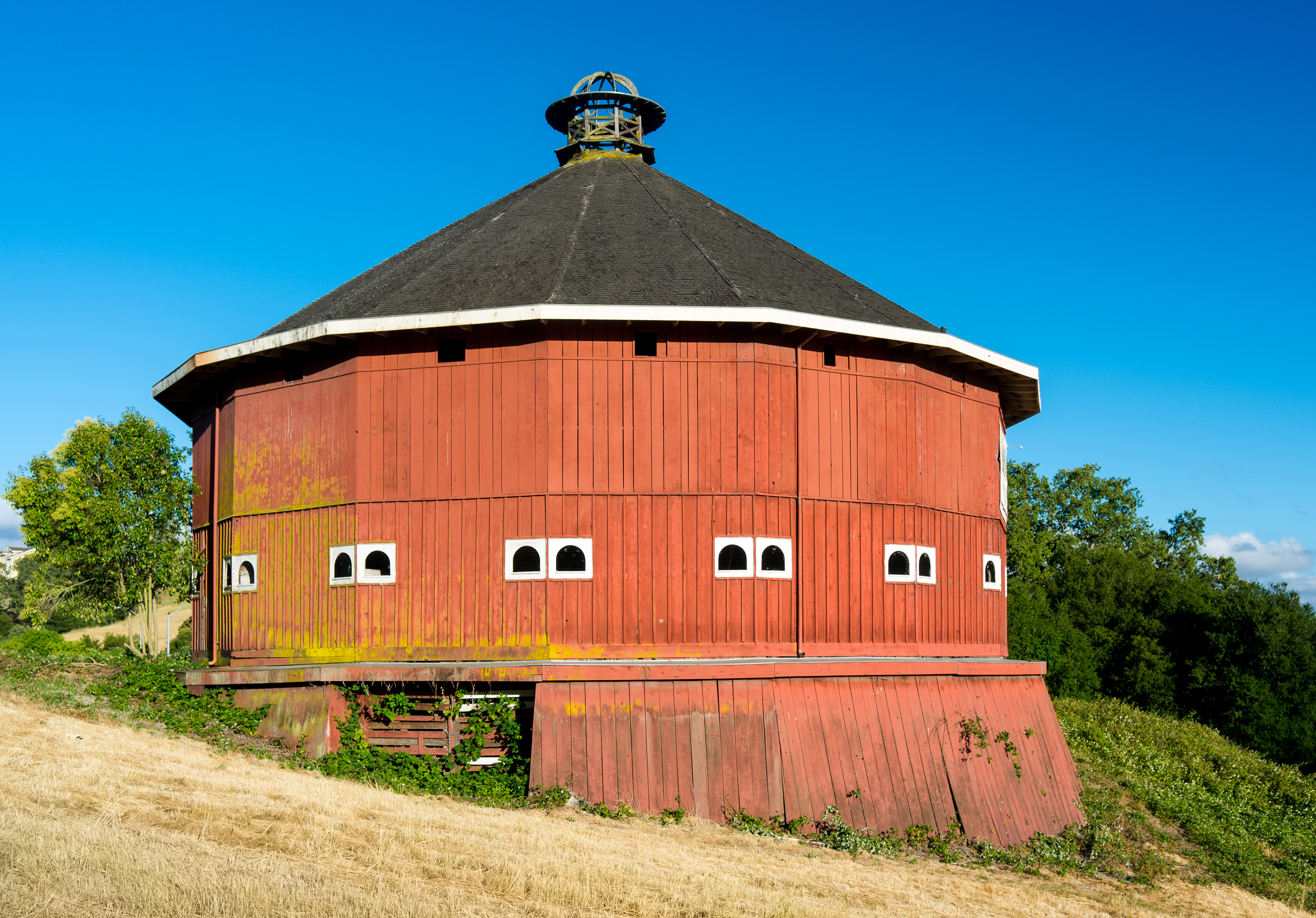
カルフォルニア州サンタ・ローザにあったハリスのコロニー「ファウンテングローブ」の遺構。2017年10月北カルフォルニア火災で消失。廃墟になって以降心霊スポットとして知られていた。

1823年5月15日にイギリスのバッキンガムシャー、ミルトン・キーンズのフェニー・ストラッドフォード（Fenny Stratford）で厳格なピューリタンの家庭に生まれた。非常に貧しく、5歳のときに両親とともにアメリカ合衆国のニューヨーク州ユーティカに移住した。幼少期に母を亡くし、9歳から家計を助けた。
21歳でユニヴァーサリスト・チャーチの説教者となったが、そのときスウェーデンボリの思想に傾倒したといわれる。デイヴィスという名の降霊術師と交流をもったあと、1850年頃、ニューヨークで独自の説教活動（単立教会）を開始し(‘Independent Christian Society’ )、トランス状態で一連の神秘的詩作を行って、多くの信奉者を集めた。1859年頃にニューヨーク州ダッチェス郡ワセイクに宗教共同体「新生兄弟会」（The Brotherhood of the New Life）を創立、その預言者的存在となった。
1867年に数十人の信者を連れて同州シャトークア郡ブロックトン（Brocton）に転居し、信者たちと共同生活を送り、農業などで自給自足の生活をしていた。この頃、薩摩藩留学生11人が加わり、1年ほどコロニー生活を送った。最盛期には信者はイギリスとアメリカに2000人ほどいたとされる。
ハリスの思想は、スウェーデンボリの思想の独自解釈にヒンドゥー教神秘思想が加わったものといわれる。ハリスは正統なキリスト教信仰を非難し、厳しい修練と共同生活を通して神の国を目指す、熱烈な信仰者であった。厳しい肉体労働とハリスを「父」と仰ぐ共同体の生活と秩序を通して、根本から自己を作り変え、再生するという考えのもと、長時間の農耕、無私、質素などが実践された。家族であっても同居は許されず、他のメンバーとの会話を禁止される者もあり、ハリスの指示に従うことが絶対とされた。
1875年にサンタローザ (カリフォルニア州)へ移り、コロニー「ファウンテングローブ」（Fountain Grove）を造る。テントでのキャンプ生活をしながら、購入した1200エーカーの土地を開墾し、ぶどう園とワイン醸造所を造った。タバーン（居酒屋）も作り、喫煙も推奨し、非難する禁酒運動家に対しては、ハリスの作るワインは聖なる息で浄化されているので悪影響はないと主張した。
薩摩藩留学生を教団に勧誘した信者のローレンス・オリファントは1881年頃教団を離れ、ハリスに金を奪われたと提訴し、大金を取り戻した。1891年には、不道徳な性的教義を行なっているとしてハリスの教団を批判するキャンペーンが始まった。ハリスは「神の呼吸」と称する手法で神と交信できるとし、精神的なカウンターパートは性交により見つけられるとしていた。町中に噂が広まり、市民からも苦情が出ていたが、1891年にハリスに招かれて取材した Alzire Chevalier がハリスから性交を求められたことなどをサンフランシスコ・クロニクル紙で暴露したことで騒ぎとなった。1892年にハリスはファウンテングローブを長沢鼎ら信徒にまかせ、自らは秘書と結婚してニューヨーク市に移り住み、1895年に宗教活動から引退した。

## 日本人留学生と教団
薩摩藩留学生とハリスとの出会いは、初代駐日英国領事ラザフォード・オールコックの秘書官として日本滞在経験のある英国下院議員ローレンス・オリファントが取りもった。英国の政治に絶望し、ハリスの説く新世界に傾倒していたオリファントは、議員職を投げ打ち、母親とともにハリスのコロニーに参加することを決めており、イギリスに滞在中だった薩摩藩留学生を新世界建設の仲間にするべく勧誘し、1866年に鮫島尚信と吉田清成をアメリカに連れて行き、ハリスと面会させた。オリファントは、質素な生活と激しい労働が課せられるハリスの新世界建設に、勤勉で若い日本人留学生たちが役に立つと考えていた。
このときの様子をのちに薩摩藩留学生から聞いたイギリスの政治家ジョン・ブライトは、彼らがハリスから受けた不思議な体験を日記に書き残している。1867年5月12日、オリファントの紹介で5人の薩摩藩留学生と会食をしたブライトは留学生たちを「イギリス人より小柄だが、体つきは頑丈で非常に頭がいい」と評価したうえで、「そのうちの2人がハリスとの面会時の様子を『友人らと部屋でハリスの説教を聞いた際、非常に感動し、中には泣き出す者までいた。ハリスがみんなの間に座ってそれぞれの手を握ると、ひとりが右腕に震えを感じ、何週間もその影響が続いた。ハリスと別れてカナダを訪問しているときもハリスのことや彼が話したことで頭がいっぱいだった』と語った」と記し、「ハリスのことを彼らの無知と暗闇から救ってくれる救世主のように思っているようだ」と書いている。また、「かつて天皇の御霊に祈りを捧げていた留学生たちも今やゴッド（キリスト教の神）に祈り、聖書を読み、キリストを身近に感じており、『日本に帰ったら迫害されるのではないか』と尋ねると、『迫害されるとは思わないが、信仰とキリストのためなら死ぬ覚悟もできている』と答えた」と記している。「ハリスが教える呼吸法により神が胸を満たし、心臓を震わせ、神の存在を全身で感じることができた」という留学生たちに、「内なる光」について、聖霊と人間の魂の交流についてを話し、「この若き紳士たちは、マナーやふるまい、考え方においても紳士であり、英国のいかなる社会でもやっていけるだろう。ハリスは、日本人は非常に感受性が強く、受容性のある民族なので、新しい宗教も難なく受け入れるだろうと考えているようだ」と述べる一方、「彼らが経験したという変化がどういうものかはよく理解できなかった」とも書いている。
1867年7月、薩摩藩第一次英国留学生のうち、森有礼、鮫島尚信、長澤鼎、吉田清成、畠山義成、松村淳蔵の6名がロンドンを出発、ハリスが主宰するコロニーのあるニューヨーク州へ向かった。
さらに、新たに渡米してきた薩摩藩の谷元兵右衛門（道之）、野村一介（高文）、仁礼景範、江夏蘇助、湯地定基の5名が合流し、薩摩藩士総勢11名による共同生活が始まったが、森、鮫島、長沢、野村以外の者はほどなくハリスの元を去った。森、鮫島はハリスのコロニーで1年近く生活し、ハリスから多大な感化を受け、1868年夏、日本国家の再生を命ぜられ帰国したが、長沢、野村はコロニーに残った。
11人の日本人留学生がハリスのコロニーで暮らしたのは、1867年の後半から数か月間で、翌1868年の春から離脱者が続き、夏ごろには、ほとんどがハリスの元を去った。脱退の原因はハリスの信仰と教義に対する学生たちの疑念にあったとされ、多くが教団と決別しているが、森とハリスの付き合いは森が帰国してからも続いた。
森有礼に認められ、キリスト教を学ぶ留学生として、1871年1月23日（明治3年12月3日）に米国に渡った仙台藩士新井奥邃は、米国マサチューセッツ州ボストン郊外の村落において労働と冥想の日々を送り、数名の同志と共に田畑を耕し、労働と祈りの生活を実践していたハリスに師事し、その道を学んだ。1875年（明治8年）2月、教団の移転のため、ハリスや長沢らと共に、カリフォルニア州サンタローザへ移動。以来約25年間、この地にあって労働と瞑想の日々を過ごし、1899年（明治32年）英語の自著『内観祈祷録』一冊を携えて帰国した。
コロニーに残った長澤は、教団の収入源であるブドウ農園の経営を続け、生涯米国に残留してサンタ・ローザで暮らし、ワイン業で成功して「カリフォルニアの葡萄王」と称えられるまでになった。